# Tethycometes
Tethycometes is een geslacht van sponzen uit de klasse van de gewone sponzen (Demospongiae). 

## Soorten
- Tethycometes radicosa Lim & Tan, 2008
- Tethycometes sibogae Sarà, 1994